# 栗本薫
栗本 薫（くりもと かおる、女性、1953年〈昭和28年〉2月13日 - 2009年〈平成21年〉5月26日）は、日本の小説家・評論家。日本SF作家クラブ会員、日本推理作家協会員、日本ペンクラブ会員、日本文藝家協会員、日中文化交流協会員。
代表作は『グイン・サーガ』、『魔界水滸伝』、『伊集院大介』シリーズなど。『グイン・サーガ』は序盤が英語、ドイツ語、フランス語、イタリア語、ロシア語、韓国語に翻訳されている。
また、中島 梓（なかじま あずさ）名義で、メディアへの出演、評論活動や作詞作曲、ピアノ演奏、ミュージカルの脚本・演出なども手がけた。
夫は『S-Fマガジン』第6代編集長を務め、天狼プロダクションを経営する今岡清。母方の又従兄弟（祖父の姉の孫）に 梶原一明（経済評論家）がいる。父親は石川島重工業の重役を経て、石川島建機の社長となった実業家。

## 人と作品
20代前半の1977年に群像新人文学賞評論部門を、翌1978年に江戸川乱歩賞を受賞した。当時、早稲田大学に創設されたばかりの「文芸科」出身の小説家としても話題となった。同時期デビューに見延典子がいる。また、分野ごとに中島梓、栗本薫両名義を使い分け、乱歩賞受賞直後には『平凡パンチ』誌上で中島梓と栗本薫の1人2役対談が企画された。
約30年間の活動で、新刊だけで約400冊の作品を発表した。その中には1年間に20冊以上の新刊を発表した年も4年あり、晩年も年間10冊以上の新刊を発表していた。
多作の半面で、刊行された自作を読み返すことをしないことで知られた。『天の陽炎－大正浪漫伝説』の原稿が一部欠けたまま2007年に刊行されていたことが、『傑作電子全集』の編集過程で判明し、補足した完全版が配信された。遺品のパソコンから欠落箇所を見つけた夫の今岡清は「栗本は推敲もせずに一気に書き、校正もほぼしない」と回想している。
SF、ファンタジー、伝奇・時代小説、ホラー、ミステリ、耽美小説など、作品が極めて幅広いジャンルに渡っていることも大きな特徴である。特に1980年代には、それぞれの分野で人気を博し、様々なベストセラー作品を生み出すと同時に、各ジャンルの数多くのアンソロジーに作品が収録された。
「文学における物語性の復権」を唱え実践する姿勢は、デビュー当初、非常に高く評価された。新たなジャンルの先駆者として後の創作者たちに影響を与えた功績も大きいが、その一方で、様々なジャンル・フィクション（漫画含む）の愛読家であった栗本には、過去に読んだ小説・漫画などの影響が強い作品が多く、その作品のオリジナリティが低いという指摘もある（ただし、必ずしも批判的な指摘ではない）。栗本自身、その創作活動においてオリジナリティに全く重きを置いておらず、そのことを自身の著作『小説道場』（中島梓名義）の中で公言している。
ミステリーに対しては謎解きや理論よりも文体や雰囲気に、SFに対しては現実に対するフィクションのアプローチとしてのSF的手法に興味の中心があると述べている。
作品には、森茉莉の影響を受け、同性愛傾向が見られるものも多い。1978年の耽美小説誌『JUNE』の創刊にも深く関わっており、創刊号には第二のサガンと評された20歳のフランス人女性小説家という架空の経歴で、ジュスティーヌ・セリエの名でフランスを舞台にした耽美な作品『薔薇十字館』を発表し（日本人女子大生あかぎはるなの訳となっているが、これも栗本の筆名。挿絵は竹宮惠子）、フランスでの大学生活などの架空の近況報告を行いつつ、セリエ名義では4作品を発表した。1979年に刊行された『真夜中の天使』は、1975年にTBSテレビで放送された沢田研二主演のテレビドラマ『悪魔のようなあいつ』の男性登場人物たちの関係性に触発され草案を練ったものだという。現在のボーイズラブに繋がる源流的な作品として、ジャンルの創始に一役買った作品でもあるとされる。『JUNE』誌上では栗本薫、中島梓の他、ジュスティーヌ・セリエ、あかぎはるな、神谷敬里、滝沢美女夜、沙羅、アラン・ラトクリフなど、様々な名義で作品や評論を提供、あかぎはるな名義では『comic JUN』に掲載されたブックガイド記事「世界JUN文学全集 西洋篇」「世界JUN文学全集 日本篇」の監修なども行い、読者の少女たちを楽しませるだけでなく、「男性同士の性愛」を軸に文化・教養を紹介することに尽力した。『JUNE』で連載された『小説道場』門下からも、秋月こお、江森備、柏枝真郷、榎田尤利など、同ジャンルの作品を手がける多数の作家を輩出している。また、『JUNE』休刊後は直接に小説術を伝授する「中島塾」を主宰していた。
中島梓名義の評論作品は、相対的には作品数が少ないが、『コミュニケーション不全症候群』は、現代の日本人のコミュニケーション薄弱な生活を鋭く分析しており、笠井潔などから高い評価を得ている。
幼少時より創作活動を行っていたが、元々は小説家よりも漫画家志向が強かった。漫画雑誌『COM』の愛読者であり、同誌主催のコンテストに何度か応募し、また、『S-Fマガジン』誌主催のコンテスト・イラスト部門へも応募したが、いずれも落選した。栗本の描いたイラストや漫画はほとんど発表されていないが、『S-Fマガジン』1987年1月臨時増刊号にイラスト集「グイン・イメージ・ボード」が、『別冊小説現代』1985年WINTER号に漫画「D介日記 日々是好日」が掲載されている。
小説執筆活動も学生時代から活発に行っていた。跡見学園高等学校時代には文芸部の部長を務め、早稲田大学ではサークル「ワセダミステリクラブ」に名目のみながら2年間所属していた。その当時の作品を収録した短編集として『接吻』が刊行されている。他にも『真夜中の天使』や『トワイライト・サーガ』など、商業誌デビュー前に書かれた作品がのちに出版された例が多くみられる。また、安部公房、大江健三郎、サルトル、筒井康隆などを論じた卒業論文「想像力の構造」を、早稲田大学で師事した平岡篤頼が『朝日新聞』紙上で激賞したことをきっかけとして、評論活動を本格的に行うようになった。栗本の商業誌デビュー（『別冊新評 筒井康隆の世界』）も、平岡の一文を見た同誌編集長の依頼によるものである。
4歳時からピアノを習っていたこともあって、音楽への傾倒も強く、音楽大学への進学を志した時期もあったという。早稲田大学では、音楽サークル「ハーモニカ・ソサエティ」に参加した。デビュー後もハードロック系バンド「パンドラ」でキーボードを担当していた。作曲を始めたのは「パンドラ」時代であり、その後開始したミュージカル創作活動では、数多くの劇中曲の作曲を手掛けることとなった。バンド活動は晩年まで続けていたが、その方向性は次第にジャズへと移行した。 
1979年9月から1986年6月まで（1982年11月 - 1983年9月は産休のため一時降板）、テレビのクイズ番組『象印クイズ ヒントでピント』（テレビ朝日）に女性軍キャプテンとしてレギュラー出演した。同番組のメインである「16分割クイズ」においては、わずか2〜3枚開いただけで正解に導くことも多々あり、司会の土居まさるからは「16分割の姫」と番組内で言われた。
長唄、小唄、清元、津軽三味線の名取でもある。また、短歌集『花陽炎春之巻』を自費出版し、2本の歌舞伎脚本も手掛けている。日常的に着物を着用する着物愛好家としても知られており、着物に対する愛着を綴ったエッセイ『着物中毒』を著している。
作品の多くに「あとがき」を付し、デビューからまもない一時期は、「あとがき作家」などとも名乗っていた。『グイン・サーガ』正伝の各巻にも必ずあとがきが付されており、シリーズの初期にはキャラクター人気投票やファンレター紹介などが行われていたが、次第に作者の近況報告が中心となっていった。
執筆時にはIBMのThinkPadを使っていた。
今日泊亜蘭の最後のSF長編『我が月は緑』（『光の塔』の30年後を描いた作品）に「白百合楽劇団」を主宰する“栗名梓”として登場する。
近年、栗本薫がBL執筆に向かったのは早大在学中に遭遇した川口大三郎事件で虐殺糾弾運動に参加できなかった屈折を執筆で解決しようとしたため、という説が照山もみじによって提起されている。

## 経歴
- 1953年2月13日 - 東京都葛飾区の裕福な家庭に生まれる[17]。父は愛知県名古屋市、母は東京都谷中の出身[18]。
- 1968年4月 - 跡見学園高等学校に入学[17]。
- 1971年4月 - 早稲田大学第一文学部に入学。
- 1975年3月 - 早稲田大学第一文学部文芸科卒業。
- 1976年7月 - 栗本薫名義の評論『パロディの起源と進化』（別冊新評『筒井康隆の世界』掲載）で商業誌デビュー[17]。
- 1976年12月 - 『都筑道夫の生活と推理』で第2回幻影城新人賞評論部門佳作を受賞[17]。
- 1977年 - 『文学の輪郭』（中島梓名義）で第20回群像新人文学賞評論部門を受賞[19]。
- 1978年4月 - 『奇想天外』誌にて『日本SF作家ノート』（中島梓名義）連載開始（ - 1979年6月）。
- 1978年 - 『ぼくらの時代』で第24回江戸川乱歩賞を受賞[19]。『幻影城』6・7月合併号に京堂司名義で新人として連作ショートショートを4篇掲載。
- 1978年9月 - 「ぼくら」シリーズ第1巻『ぼくらの時代』を刊行[19]。
- 1978年9月 - 評論集『文学の輪郭』（中島梓名義）を刊行[19]。
- 1978年10月 - 『JUNE』創刊号に作品を発表（ジュスティーヌ・セリエ名義）[8]。
- 1979年4月 - ラジオ番組『ハヤカワSFバラエティ』DJ・中島梓として出演[19]。
- 1979年9月 - 「グイン・サーガ」シリーズ第1巻『豹頭の仮面』を刊行[19]。
- 1979年9月 - テレビ朝日系のクイズ番組『象印クイズ ヒントでピント』に女性3枠レギュラー解答者として出演（中島梓名義）。
- 1980年 - 『羽根の折れた天使』が第33回日本推理作家協会賞（短編部門）候補作品となる[20]。
- 1980年10月 - テレビ朝日系のクイズ番組『象印クイズ ヒントでピント』で女性軍の4代目キャプテンに昇格。
- 1980年8月 - 「伊集院大介」シリーズ第1巻『絃の聖域』を刊行[19]。
- 1981年 - 『絃の聖域』が第34回日本推理作家協会賞（長編部門）の候補作品となる[19]。『絃の聖域』で第2回吉川英治文学新人賞を受賞[19]。
- 1981年11月 - 『魔界水滸伝』シリーズ第1巻を刊行[19]。
- 1981年12月 - 今岡清と結婚[19]。
- 1982年10月 - テレビ朝日系のクイズ番組『象印クイズ ヒントでピント』を産休のため一時降板[注釈 2]
- 1983年8月 - 「トワイライト・サーガ」シリーズ第1巻『カローンの蜘蛛』を刊行[19]。
- 1983年9月 - テレビ朝日系のクイズ番組『象印クイズ ヒントでピント』のレギュラー解答者（4代目女性軍キャプテン）に復帰。
- 1984年9月 - 『お役者捕物帖』シリーズ第1巻『吸血鬼』刊行。
- 1984年9 - 10月 - 「日中文化交流協会青年代表団」[注釈 3]の一員として、「三千人青年訪中」イベントに参加。翌年、同イベントの体験をまとめた『昭和遣唐使3000人の旅』刊行。
- 1986年6月 - 初めての歌舞伎作品『変化道成寺』上演。
- 1986年（昭和61年6月） - 執筆業専念を理由に、テレビ朝日系のクイズ番組『象印クイズ ヒントでピント』レギュラー解答者を完全降板[注釈 4]。
- 1987年12月 - ミュージカル『ミスター!ミスター!!』（中島梓名義）を上演、初めて演出を手掛ける[21]。
- 1988年11月 - 『朝日のあたる家』シリーズ第1巻刊行。
- 1990年12月 - 乳癌のため入院・手術し、翌々年、中島梓名義で闘病記『アマゾネスのように』を刊行[21]。
- 1991年7月 - 『終わりのないラブソング』シリーズ第1巻刊行。
- 1993年9月 - 『バサラ』シリーズ第1巻刊行。
- 1995年10月 - 『六道ヶ辻』シリーズ第1巻『大導寺一族の滅亡』刊行。
- 1995年11月 - 『グイン・サーガ』シリーズ第50巻『闇の微笑』刊行。50巻を記念してミュージカル『炎の群像』を上演[22]。
- 1997年7月 - 「レクイエム・イン・ブルー」シリーズ第1巻『蒼の断章』を刊行[23]。
- 1997年12月 - 「夢幻戦記」シリーズ第1巻『総司地獄変 上』を刊行[23]。
- 1999年12月 - 個人誌『天狼叢書』を創刊[23]。
- 2000年9月 - 公式サイト『神楽坂倶楽部』を開設[23]。
- 2005年4月 - 『グイン・サーガ』シリーズ第100巻『豹頭王の試練』を刊行、東京九段会館で記念イベント『百の大典』を開催[23]。
- 2007年12月 - 膵臓癌で2度目の癌手術を行い、翌年、中島梓名義で闘病記『ガン病棟のピーターラビット』を刊行[23]。
- 2009年5月26日19時18分 - 膵臓癌のため死去[24][25]。享年57。
- 2009年7月 - センス・オブ・ジェンダー賞特別賞（功労賞）受賞。
- 2009年7月20日 - 九段会館にて『お別れの会』開催。
- 2009年11月 - 絶筆となった闘病記『転移』（中島梓名義）刊行。
- 2009年12月 - 『グイン・サーガ』が日本SF大賞特別賞を受賞[23]。
- 2010年7〜9月 - 弥生美術館にて「栗本薫/中島梓展」を開催[23]。
- 2010年8月 - 『グイン・サーガ』が第41回星雲賞日本長編部門を受賞[26]。
- 2017年12月 - 小学館から『栗本薫・中島梓傑作電子全集』が刊行開始される。
- 2019年5月 - 生前書き溜めた「矢代俊一シリーズ」と「東京サーガ〈矢代俊一シリーズスピンオフ〉」がkindleなど電子書籍で天狼プロダクションより刊行開始される

## 主要作品

### 小説（シリーズ作品）
グイン・サーガ
豹頭の超戦士グインを主人公としたヒロイック・ファンタジー。ハヤカワ文庫より刊行（1979年 - ）。当初は100巻での完結が予定されていた。これを越え、正伝130巻・外伝21巻が刊行されたが、著者が死去したため未完となった。その後、複数の著者が引き継ぎ続刊されている。
魔界水滸伝
クトゥルー神話を題材として、地球を侵略せんとするクトゥルーの神々と、それを迎え撃つ日本を中心とした地球古来の神々、そして人類との三つ巴の戦いを描いた伝奇SF。カドカワノベルズより刊行。のちに角川文庫。さらにのちにハルキ文庫（正伝のみ）。正伝全20巻（1981年 - 1991年）、外伝『白銀の神話』全4巻（1991年 - 1993年）。
新・魔界水滸伝
『魔界水滸伝』から5000年後の銀河を舞台とした続編。機械文明の第一銀河帝国と、精神文明の第二銀河帝国との戦いを描く。角川文庫より刊行（1995年 - ）。4巻まで刊行されたが、未完成作品となる。
伊集院大介シリーズ
ひょろりとした長身、銀縁眼鏡の名探偵・伊集院大介を主人公としたミステリ長編24作、短編集4冊が刊行されている。他、それらに未収録の短編がいくつか存在する。講談社よりハードカバー、もしくはソフトカバーにて刊行。のちに講談社文庫。一部は講談社ノベルスや角川文庫でも刊行されている。
また、シリーズ内シリーズとして、伊集院大介の宿敵シリウスとの闘いを描いた『天狼星』シリーズ5作品がある。
ぼくらシリーズ
作者と同名の青年の栗本薫を主人公とした青春ミステリ。長編3作が刊行されている。ほか、スピンオフ作品として、長編2作といくつかの短編がある。また、伊集院大介シリーズと舞台を同じくしているため、いくつかの作品で、栗本薫と伊集院大介との共演が果たされている。講談社よりハードカバーにて刊行。のちに講談社文庫。一部は新風舎文庫からも刊行されている。
夢幻戦記
新選組の沖田総司を主人公とした伝奇SF。沖田総司は全宇宙の運命を握る夢幻公子の転生した姿であった、という設定で描かれる。ハルキ・ノベルスより刊行。15巻まで刊行されている。
六道ヶ辻
平安時代から続く名家・大導寺家の人々の、大正から昭和初期にかけての姿を描いたミステリ。
- 『大導寺一族の滅亡』
- 『ウンター・デン・リンデンの薔薇』
- 『大導寺竜介の青春』
- 『墨染の桜』
- 『死者たちの謝肉祭』
- 『たまゆらの鏡 大正ヴァンパイア伝説』

角川書店よりハードカバーにて刊行。のちに角川文庫。『たまゆらの鏡』は角川文庫のみ。
終わりのないラブソング
村瀬二葉と三浦竜一、2人の青年の愛の軌跡を描く恋愛小説。角川ルビー文庫より刊行。1 - 3巻は角川スニーカー文庫より刊行ののち、角川ルビー文庫。全8巻。番外編に『TOMORROW』。
レクイエム・イン・ブルー
劇団の座長・朝倉勇貴と、座付作者・飯島蓮との愛憎劇を描いた恋愛小説。角川ルビー文庫より刊行。
- 『蒼の断章』
- 『銀の序章』
- 『黒の間奏』
- 『紅の終章』

バサラ
出雲阿国と、謎の男の弥勒丸を主人公とした時代小説。3巻まで刊行されている。カドカワノベルズより刊行（1993年 - ）。
緑の戦士
植物が支配する異世界を舞台とした、植物を愛する少女・水村るかの冒険を描くファンタジー。角川書店より、新書判ハードカバーで刊行（1995年 - 1997年）。
- 『緑の戦士』
- 『緑の戦士 花の騎士るか』
- 『緑の戦士 緑の星へ!』

お役者捕物帖
江戸で人気絶頂の女形の嵐夢之丞を主人公とする時代小説。新潮社より、ハードカバーもしくはソフトカバーで刊行。のちに新潮文庫。『吸血鬼』は朝日文庫でも刊行。
- 『吸血鬼』 - 夢之丞が活躍するミステリ仕立ての短編集。
- 「離魂病の女」 - 夢之丞シリーズの短編。オムニバス集『十二ヶ月』に収録されている。
- 『地獄島』 - 夢之丞をめぐる人間模様を描いた長編。

トワイライト・サーガ
『グイン・サーガ』の未来の世界を舞台としたヒロイック・ファンタジー。闇王国パロスの美貌の王子ゼフィールと、それに従うトルース出身の戦士ヴァン・カルスとの放浪譚。光風社出版より、ハードカバーで刊行。のちに角川文庫。
東京サーガ（今西良・森田透ブランチ）
現代の東京を舞台とした一連の作品群「東京サーガ」のうち、かつて同じバンドのアイドルとして人気を二分した今西良と森田透を中心とする人々の愛憎劇を描いた物語。ただし『真夜中の天使』は、『翼あるもの』以降の作品とはかなり設定が異なっており、いわばパラレル・ワールドのような物語となっている。
- 『真夜中の天使』
- 『翼あるもの』 - 全2巻の構成だが、それぞれが独立した物語になっている。
  - 「生きながらブルースに葬られ」
  - 「殺意」
- 『朝日のあたる家』（全5巻）
- 『嘘は罪』
- 『ムーン・リヴァー』

『真夜中の天使』『翼あるもの』は文藝春秋よりハードカバーで刊行。のちに文春文庫。『朝日のあたる家』は光風社出版よりハードカバーで刊行。のちに角川ルビー文庫。『嘘は罪』は角川書店よりハードカバーで刊行、のちに角川文庫。『ムーン・リヴァー』は角川書店よりハードカバーで刊行。
東京サーガ（矢代俊一シリーズ）
『東京サーガ』のうち、天才サックス奏者の矢代俊一を主人公とした作品群。その第1作『キャバレー』は1986年に映画化された。
生前、長編3作が刊行されている。ほか、スピンオフ作品として、長編2作がある。また、伊集院大介シリーズと舞台を同じくしており、同シリーズの『身も心も』で、伊集院大介との共演が果たされている。角川書店、角川春樹事務所、光風社出版、天狼プロダクションから刊行されている。同じ『東京サーガ』に属する「今西良・森田透ブランチ」でもミュージシャンとして登場している。
また没後10年の2019年から、生前書き溜めていたその後の続きを主にkindleで天狼プロダクションから刊行。「矢代俊一シリーズ」は全25巻、「東京サーガ〈矢代俊一シリーズスピンオフ〉」は全50巻。

### 小説（その他）

#### SF
長編
- 『エーリアン殺人事件』（角川書店、角川春樹事務所）
- 『メディア9』（徳間書店、角川書店、角川春樹事務所）
- 『レダ』（早川書房）
- 『ゲルニカ1984年』（早川書房）
- 『さらば銀河』（角川書店）
- 『まぼろし新撰組』（角川書店）

短編集
- 『セイレーン』（早川書房）
- 『幽霊時代』（講談社）
- 『時の石』（角川書店）
- 『心中天浦島』（早川書房）
- 『火星の大統領カーター』（早川書房）
- 『滅びの風』（早川書房）
- 『さらしなにっき』（早川書房）

#### ファンタジー
長編
- 『パロスの剣』（角川書店）

#### ミステリ
長編
- 『ネフェルティティの微笑』（中央公論社、角川書店）
- 『黒船屋の女』（文藝春秋）
- 『双頭の蛇』（講談社）
- 『グルメを料理する十の方法』（光文社）
- 『魔都 恐怖仮面之巻』（講談社）
- 『シンデレラ症候群』（新潮社）
- 『野望の夏』（角川書店）

#### ハードボイルド
長編
- 『行き止まりの挽歌』（角川書店） - 1988年に映画化
- 『真夜中の鎮魂歌』（角川書店） - 執筆時は「真夜中の天使」のタイトルであり、「旧・真夜中の天使」と呼ばれる場合がある[28]。

#### 青春・風俗小説
長編
- 『いとしのリリー』（角川書店）
- 『グランドクロス・ベイビー』（角川書店）
- 『ハード・ラック・ウーマン』（講談社）

短編集
- 『天国への階段』（角川書店、角川春樹事務所）
- 『ライク・ア・ローリングストーン』（文藝春秋）
- 『アンティック・ドールは歌わない』（新潮社） - 日本生まれのダンサーで歌手のカルメンシータが、恋人のアンジェリータを追って日本へ戻り、出会った人々とのドラマを収めた連作短編集。副題「カルメン登場」。

#### 伝奇・時代小説
長編
- 『魔剣 玄武ノ巻』（CBSソニー出版、角川書店、徳間書店）
- 『魔剣 朱雀ノ巻』（CBSソニー出版、角川書店、徳間書店）
- 『神変まだら蜘蛛』（桃源社、光風社出版、角川書店） - 男装の女賊・お波と女装の麗人・お葉（緒方）の運命の出会いを描く伝奇ロマン。
- 『神州日月変』（講談社）
- 『好色屋西鶴』（実業之日本社）
- 『狂桜記 大正浪漫伝説』（角川書店）
- 『天の陽炎 大正浪漫伝説』（角川書店）

短編集
- 『女狐』（講談社）

#### ホラー
長編
- 『あなたとワルツを踊りたい』（早川書房）2000 - 23歳の女性を執拗につけまわすストーカーの狂気を通して、日常と隣り合わせの恐怖を描いたサイコサスペンス。

書き下ろし
- 『家』（角川書店）1993 - 昼間のマイホームを手に入れたな規子を襲う怪しい出来事。書き下ろしホラー長編。
- 『町』（角川書店）1997 - 変な町に迷い込んだ男の恐怖を描いた書き下ろしホラー長編の第2作。
- 『顔』（角川春樹事務所）2000 - ある日突然、相手の顔がないことに気づいた主人公の悪夢の日々を描く心理ホラー。
- 『壁』（角川春樹事務所）2002 - 引っ越した先のマンションがおかしい。因縁ありげな建物にまつわる恐怖という、かなり古典な恐怖小説。
- 『指』（角川書店）2003 - 主人公視点で展開される小学校高学年の林間学校ホラー。真実は読者に考えさせる内容。
- 『鬼』（角川春樹事務所）2004 - どんな家にも鬼がいると語った主人公の亡き祖母。その言葉に縛られる主人公の深い孤独。
- 『闇』（角川春樹事務所）2006 - ホラー長編シリーズ最終作。無言電話と脅迫の手紙の恐怖を描いた理ホラー小説

#### 耽美小説
長編
- 『元禄無頼』（光風社出版、角川書店） - 元禄時代を舞台に、美少年を愛する旗本の子息たちを描く。
- 『紫音と綺羅 上』（光風社出版） 1978 - 栗本が1章を執筆したリレー長編。岸裕子の挿絵で「小説JUNE」に連載。
- 『紫音と綺羅 下』（光風社出版） 1978 - 栗本が7～15章を執筆するとともに、各章の担当者が創造した「オリジナル・キャラクター」などへのコメントあり。
- 『タトゥーあり』（光風社出版）

短編集・短編
- 『元禄心中記』（光風社出版）
- 『蝦蟇/蜥蜴』（光風社出版）
- 「セルロイド・ロマンス」

#### オムニバス
短編集
- 『十二ヶ月』（新潮社）
- 『真夜中の切裂きジャック』（出版芸術社、角川春樹事務所）
- 『接吻』（角川書店）
- 『黄昏の名探偵』（徳間書店）

#### ジュスティーヌ・セリエ名義の作品
- 「薔薇十字館」 - 肖像画の依頼を受け薔薇十字館という貴族邸を訪れた画家が、天使か悪魔のように美しい双子に出会う物語。
- 「ＤＯＭＩＮＩＱＵＥ」 - 子爵家の若い子息ラウールが、気まぐれで訪れた見世物小屋で見つけた少年ドミニクに恋をしてしまう。
- 「聖三角形」 - 良家の子息であるモーリスとサン＝ジャンが、ジプシーの血をひく少年ポールをめぐって争う三角関係。
- 「獣人」 - 近所の店によく来る少年ジュリアンに恋してしまった主人公。

#### アラン・ラクトリフ名義の作品
- 「鍵のかかる部屋」 - 旅の美青年を閉じこめて調教する変態性犯罪者の老人の物話。

### 評論・エッセイ（中島梓名義）

#### 評論
- 『文学の輪郭』（講談社、筑摩書房）
- 『道化師と神 SF論序説』（早川書房）
- 『ベストセラーの構造』（講談社、筑摩書房）
- 『作家の肖像』（講談社） - 中島梓、栗本薫両名義
- 『小説道場I』 1986（新書館、光風社出版、マガジン・マガジン） - 美少年の登場する小説を読者から募り、中島（栗本）が寸評や添削を行なう趣向。
- 『小説道場II』 1986（新書館）
- 『小説道場III 実技篇』 1989（新書館）
  - 現在は、デジタル版『新版・小説道場』として全4巻が発表されている。4巻の巻末に「新・やおいゲリラ宣言」と題したエッセイもあり。
- 『わが心のフラッシュマン』（筑摩書房）
- 『魔都ノート 異形の演劇論』（講談社）
- 『コミュニケーション不全症候群』（筑摩書房）
- 『夢見る頃を過ぎても 中島梓の文芸時評』（ベネッセ、筑摩書房）
- 『タナトスの子供たち 過剰適応の生態学』（筑摩書房）
- 『狼の肖像 平井和正論2016』（e-文庫）

#### エッセイ
- 『あずさの男性構造学』（徳間書店）
- 『あずさのアドベンチャー'80』（文藝春秋）
- 『にんげん動物園』（角川書店）
- 『赤い飛行船』（講談社）
- 『美少年学入門』（新書館、集英社、筑摩書房） - 横溝正史・森茉莉らの命名を論じた「姓名篇」[注釈 5]。フリルのブラウス、赤ビニールのジャンパーやロングブーツなど「美少年ファッション」を語る「ファッション篇」[注釈 6]。中島（栗本）の「美少年論」について、多方面から述べたエッセイ・評論集。
- 『息子に夢中』（角川書店）
- 『マンガ青春記』（集英社）
- 『くたばれグルメ』（集英社）
- 『アマゾネスのように』（集英社、ポプラ社）
- 『あずさの元禄繁昌記』（読売新聞社、中央公論社）
- 『とんでもぐるめ あずさ流極楽クッキング』（角川春樹事務所）
- 『着物中毒』（ソフトバンククリエイティブ）
- 『ガン病棟のピーターラビット』（ポプラ社）
- 『転移』（朝日新聞出版）

### 歌集（栗本薫名義）
- 『花陽炎 春之巻』1984（綺譚社） - デジタル版はボイジャー・プレス

### 共著
栗本薫名義
- 『シルクロードのシ』（白泉社、集英社） - 木原敏江との共著
- 『ピラミッド・ミステリーを語る ハイテクで知るピラミッド5000年の謎』（朝日出版社） - 吉村作治との共著
- 『魔獣の来る夜』（あんず堂） - 高河ゆんとの共著

中島梓名義
- 『昭和遣唐使3000人の旅』（中島梓編の共著、講談社）
- 『名探偵は精神分析がお好き』（早川書房） - 木田恵子との共著
- 『今岡家の場合は 私たちの結婚』（学習研究社） - 今岡清との共著

### アンソロジー（編者担当）
栗本薫名義
- 『いま、危険な愛に目覚めて』（集英社）

中島梓名義
- 『ベストオブ光瀬龍』（太陽企画出版）

### 舞台

#### 演出（中島梓名義）
- 『ミスター!ミスター!!』（1987年） - 日比野桃子との共同演出
- 『魔都 恐怖仮面之巻』（1989年）
- 『マグノリアの海賊』（1991年）
- 『SAVE THE WORLD 地球の魂』（1991年） - 後藤宏行との共同演出
- 『まぼろし新撰組』（1992年）
- 『ガスライト』（1992年）
- 『いとしのリリー』（1993年）
- 『いとしのリリー 浅草編』（1993年）
- 『プリンスアイスワールド 伊藤みどり・フライングエンジェル！』（1993年）
- 『いとしのリリー 浅草編 '94』（1994年）
- 『いずみ!!』（1994年）
- 『サンタのクリスマス』（1994年）
- 『ペンギン!』（1995年）
- 『グイン・サーガ 炎の群像』（1995年）
- 『サンタのクリスマス '96』（1996年）
- 『ヴァンパイア・シャッフル』（1996年）
- 『天狼星』（1997年）
- 『鬼火ヶ淵』（1998年）
- 『バックシート』（1998年）
- 『ギムレットの伝説』（1998年）
- 『隣の宇宙人』（1999年）
- 『KILALA -ロミジュリ仁義-』（1999年）
- 『ナマコの方程式』（2000年）
- 『キャバレー』（2000年）
- 『新撰組大変記 -夢幻伝説-』（2001年）
- 『ロマンクエスト』（2002年）
- 『タンゴ・ロマンティック』（2003年、2004年）

#### 脚本のみ
中島梓名義
- 『ロック・ミュージカル ハムレット』（1979年）
- 『まぼろし新撰組』（1994年・1996年）
- 『陰陽師 真・晴明伝説』（2003年）

栗本薫名義
- 『歌舞伎 変化道成寺』（1986年）
- 『みゆうじかる西鶴』（1992年・1994年。1995年と1998年は中島梓名義）
- 『歌舞伎 江戸浮世話 彦三太鼓』（1986年） - 原作は杉浦日向子『ヤ・ク・ソ・ク』。
- 『南総里見八犬伝』（1994年）

あかぎはるな名義
- 『新撰組 '90』（1990年）
- 『まぼろし新撰組 新撰組 '91』（1991年）

### テレビドラマ脚本
- 『七人の刑事（1978年版） 28話・悲しきチェイサー』（1978年、TBS）

## 出演
テレビ番組
- 象印クイズ ヒントでピント（中島梓名義、1979年9月16日 - 1982年11月21日、1983年9月18日 - 1986年6月29日）[注釈 7][注釈 8][注釈 9]
  - 3枠 ： 1979年9月16日（第25回） - 1980年3月30日（第53回）
  - 2枠 ： 1980年4月6日（第54回） - 1980年9月28日（第78回）[29]
  - 1枠キャプテン ： 1980年10月5日（第79回） - 1982年11月21日（第182回）、1983年9月18日（第220回） - 1986年6月29日（第348回）

ラジオ番組
- ハヤカワSFバラエティ（中島梓名義）
  - 1979年4月 - 1982年3月。文化放送。毎土曜22時50分 - 23時。

## 主な楽曲
- 熊谷美由紀（現・松田美由紀）「だけど I LOVE YOU」（中島梓名義、作詞）